# Oldsmobile Calais
La Calais è un'autovettura costruita dalla Oldsmobile dal 1985 al 1991. Nel 1988 il nome del modello cambiò in Cutlass Calais, e tale denominazione restò fino alla fine della produzione. Nel 1987 ci fu un'edizione limitata chiamata GMO Quad-4. Precedentemente il nome “Cutlass Calais” fu usato dal 1978 al 1984 per una sottoserie della Cutlass Supreme coupé. Differiva dalla serie principale per dettagli minori nell'allestimento.

## Il contesto
La Calais fu una vettura compact che condivideva la piattaforma N della General Motors con la Pontiac Grand Am, la Chevrolet Corsica, la Buick Skylark e la Buick Somerset. Sostituì la Omega e venne rimpiazzata dalla Achieva.
Nel 1988 la Calais entrò a far parte della gamma Cutlass. Nello stesso periodo di produzione della Calais, la Oldsmobile commercializzò altri due modelli della serie Cutlass, la Cutlass Ciera e la Cutlass Supreme, entrambi montati su una piattaforma propria.
Ci fu anche, tra i modelli del gruppo General Motors, la Cadillac Calais, venduta tra il 1965 ed il 1976.
La Calais venne scelta come safety car per la 500 Miglia di Indianapolis del 1985.
Il nome del modello derivava da Calais, cittadina del nord-ovest della Francia.

## Caratteristiche tecniche
I motori offerti furono quattro: due a quattro cilindri in linea (da 2,3 L e 2,5 L di cilindrata), e due V6 (da 3 L e 3,3 L). È stato il primo modello Oldsmobile con propulsore a quattro cilindri dalla Four, che uscì di produzione nel 1922. Erano montati anteriormente. Le trasmissioni disponibili furono due, manuale a cinque rapporti e automatica Turbo-Hydramatic 125 a tre velocità. La trazione era anteriore. La Calais fu offerta in due versioni, due porte coupé e quattro porte berlina.

## Il primo esemplare
Il primo esemplare della Calais prodotto aveva numero di telaio 1G3NT27UXFM200001, era di color bianco con allestimento Supreme, possedeva interni in velour grigio ed era equipaggiata con un cambio automatico. Il motore era un quattro cilindri in linea a valvole in testa da 2,5 L di cilindrata erogante 92 CV di potenza. Questo esemplare era offerto con quasi tutti gli optional disponibili, compresi i copricerchioni a raggi. La vettura, a trazione anteriore, è conservata al R. E. Olds Transportation Museum di Lansing, Michigan, ed è anche uno degli oltre 700 veicoli facenti parte della GM Heritage Collection, che è composta da vetture storicamente significative costruite a partire dai primi del Novecento.

## La GMO Quad-4 e la Calais 442
Nel 1987 il motore Quad-4 a quattro cilindri in linea, che era un propulsore ad alte prestazioni della General Motors, fu sviluppato e diventò disponibile per una serie limitata della Calais, chiamata GMO Quad-4. I primi spot televisivi che pubblicizzavano questa versione speciale mostravano le prestazioni brillanti del nuovo motore, con la Calais GMO Quad-4 che era impegnata in una guida sportiva tra le vie di una città.
Un'altra versione speciale della Cutlass Calais fu la 442, che venne prodotta dal 1990 al 1991. Era una sottoserie che montava il motore Quad-4 sopramenzionato, accoppiato ad un cambio manuale a cinque velocità.

## La “International Series”

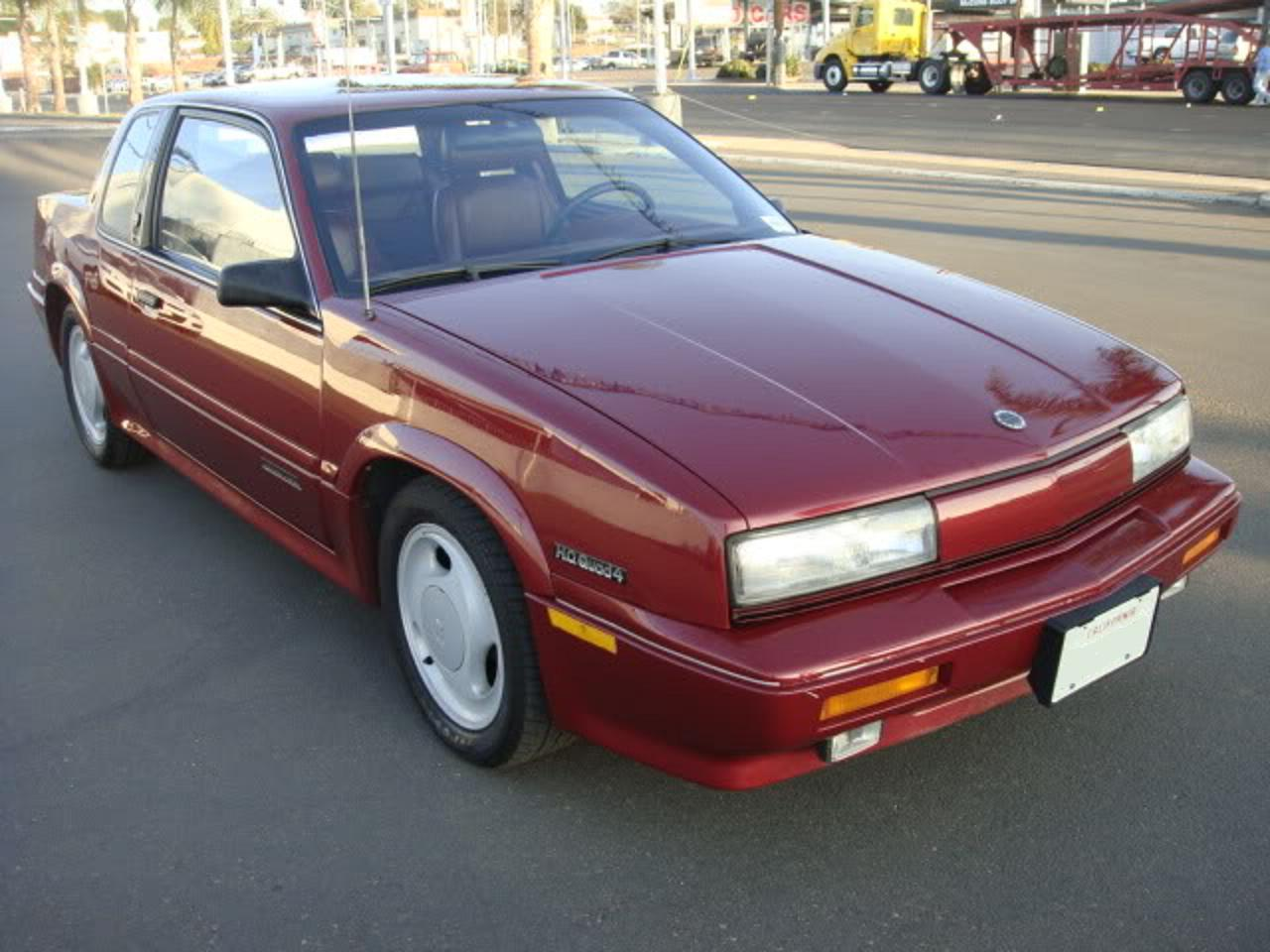
Una Oldsmobile Cutlass Calais International Series coupé del 1991

Un'altra versione al top della gamma della Calais che aveva montato un motore ad alte prestazioni era la International Series.
La International Series era disponibile sia a due e quattro porte, ed aveva installato opzioni esclusive che includevano scudi paraurti anteriori e posteriori specifici, sedili sportivi regolabili oltre ad un doppio scarico gemellato. I cambiamenti all'interno della vettura comprendevano anche l'uso, per i tessuti, di inserti di pelle oppure l'utilizzo di un rivestimento interamente costituito dal materiale appena citato. Per la International Series diventarono di serie la chiusura centralizzata, il dispositivo che permetteva al vetro elettrico lato guida (dopo aver premuto per qualche secondo in più il pulsante) di abbassarsi da solo, il Driver Information Center installato nella console centrale, una strumentazione più completa, il regolatore di velocità ed il pacchetto di sospensioni sportive.
Il motore disponibile come dotazione standard per l'International Series fu il nuovo Quad-4 ad alte prestazioni, sebbene il Quad-4 ordinario e la trasmissione automatica erano degli optional. Altri optional della International Series includevano l'apertura delle serrature senza chiave ed il lettore CD.

## Motorizzazione
- 1985–1988 Tech IV:  2,5 L di cilindrata, quattro cilindri in linea, 92-98 CV di potenza e 183 N•m di coppia.
- 1985–1988 Buick da 3 L: 3 L di cilindrata, V6, 125 CV.
- 1987–1991 Quad-4: 2,3 L, quattro cilindri in linea, 150-160 CV e 206 N•m.
- 1989–1991 Tech IV: 2,5 L, quattro cilindri in linea, 98 CV e 183 N•m.
- 1990–1991 Quad-4: 2,3 L, quattro cilindri in linea, 180 CV e 217 N•m (sulla 442).
- 1991 Quad-4: 2,3 L, quattro cilindri in linea, 190 CV e 217 N•m (sulla 442 con allestimento W41).
- 1991–1992 Quad-4: 2,3 L, quattro cilindri in linea, 120 CV e 149 N•m.
- 1989–1991 3300: 3,3 L, V6, 160 CV e la 251 N•m.

## Galleria d'immagini

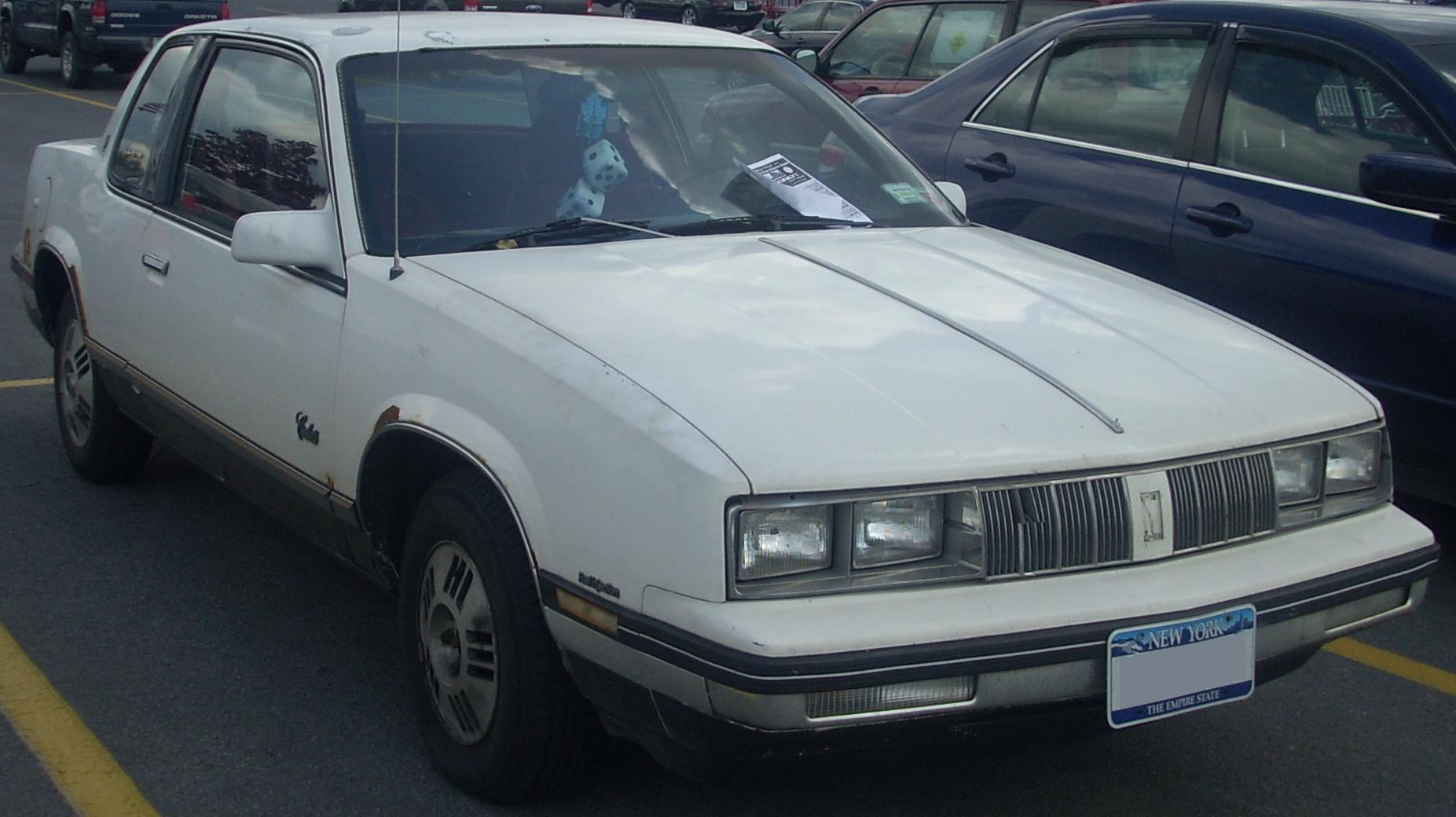
Una Oldsmobile Calais coupé
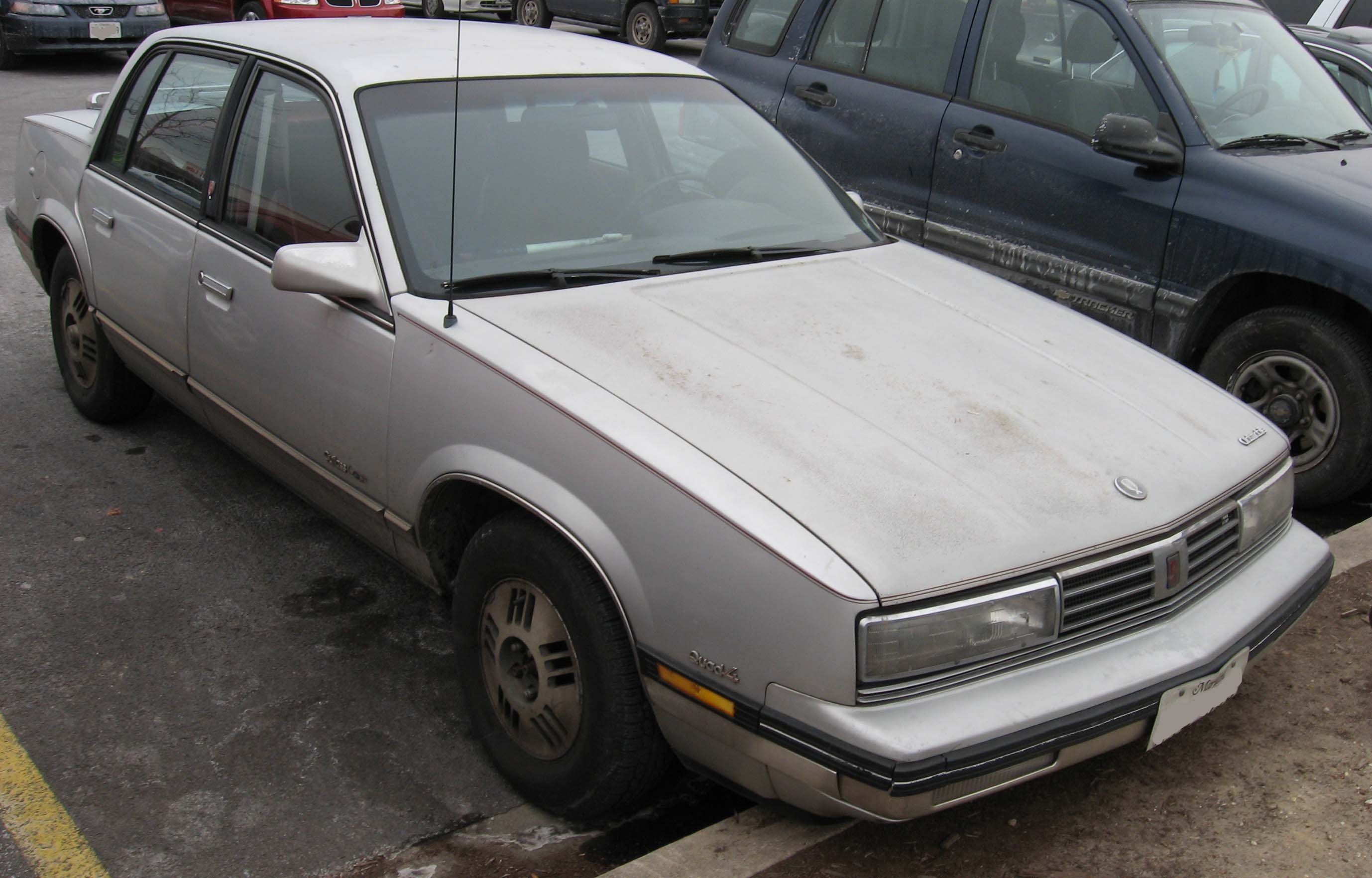
Oldsmobile Cutlass Calais berlina